# Командно дишане
В медицината механична респирация, механична вентилация или при коматозни състояния командно дишане (КД) е метод за заместване (при отсъствие), механично подпомагане или временно ръководене на спонтанното дишане.
Това може да включва машина или ръчно пневматично съоръжение. Традиционно се разделя на респирация с отрицателно налягане, когато въздухът се всмуква в белите дробове поради съществуващ пад на тораксовото налягане, или респирация с положително налягане, когато въздух (или друга газова смес) се подават през трахеята под налягане. Командното дишане може да се използва като животоспасяваща мярка в краткосрочен план, например по време на операция или критично заболяване (най-често в отделенията за интензивна терапия). Портативни машини за командно дишане може да се използват при домашни условия или в санаториуми и заведения за респираторна рехабилитация, ако пациентите имат хронични заболявания, които изискват дългосрочна респираторна помощ.

## Обща информация
Поради анатомията на фаринкса, ларинкса и хранопровода, които се свързват зад устната кухина, механичната респирация изисква допълнителни мерки за защита на въздушните пътища по време на командно дишане с положително налягане (КДПН), за да позволи безпрепятствено преминаване на въздух в трахеята и да се избегне въздух да минава през хранопровода в стомаха. Най-често това се постига чрез вкарването на тръба в трахеята, която осигурява маршрут за въздухоподаване. Това може да бъде или ендотрахиална тръба, въведена през естествените отвори – устата или носа (чрез интубация), или по-къса тръба, прекарана под крикоидния хрущял на щитовидната жлеза посредством трахеотомия (хирургичен отвор в трахеята). При някои обстоятелства може да се използват орофарингиални дихатели или ларингиални дихателни маски.
Ако пациентът е в състояние да защити / да поддържа отворени дихателните си пътища без външна намеса, но има необходимост от временна помощ за допълнителни обеми или кислородни концентрации посредством изкуствена респирация с положително или отрицателно налягане, за целта може да се използват приспособени силиконови маски, покриващи изцяло носа и устата. В други случаи се използват специални камери, наречени железни дробове. Механичната респирация носи много потенциални усложнения, включително пневмоторакс, нараняване на дихателните пътища, респираторна пневмония, повреди на алвеолите, нарушаване на основно-киселинния баланс на кръвта или баротравма. В много медицински заведения продължителното командно дишане е основен аспект на лечението в отделенията за интензивна терапия, но поради стойността на оборудването, надзора и поддръжката му КД е ограничен ресурс (само ограничен брой пациенти могат да бъдат поставени на командно дишане в даден момент). Той се използва основно в подкрепа на само един орган (белите дробове) и не може да отмени еволюцията на терминална болест (като например рак на белите дробове). Поради тази причина решението да се постави пациент на командно дишане понякога води до етични дилеми. Също толкова много етични въпроси съпътств
ат решението да се прекрати командното дишане в един по-късен момент, когато други усилия за съхраняване живота на пациента не са оправдавани.

## История
[[Римският лекар Гален може би е сред първите, които описват механична респирация: „Ако вземете мъртво животно и подадете въздух през ларинкса (през тръстика), ще запълните бронхите и ще забележите, че белите дробове максимално ще се издуят.“ Весалий също описва респирация чрез вмъкване на бамбук или тръстика в трахеята на животни . През 1908 г. Джордж Поу демонстрира механична респирация като асфиксиира (задушава) кучета и след това ги връща към живот с изкуствено дишане.

### Железен бял дроб
Железният дроб, известен още като Смукача (The Drinker) или като цистерната на Шоу (Shaw tank), е разработен през 1929 г. и е една от първите машини за вентилация с отрицателно налягане, използвани за дългосрочна терапия. Този тип машина е усъвършенстван и използван по времето на полиомиелитната епидемия, който удря света през четиридесетте години на миналия век. Машината е голям цилиндричен резервоар, който обхваща пациента от стъпалата до врата. Гумен уплътнител затваря горната част на резервоара преди шията на пациента, така че само вратът и главата/лицето на пациента (съответно външните дихателни пътища) са изложени на околния въздух. Принципът на действие се състои в имитация на естествения процес на понижаване на интра-тораксовото налягане. Обменът на кислорода и въглеродния диоксид между кръвта и белодробното въздушно пространство се осъществява на принципа на дифузия и не изисква външна намеса, но въздухът трябва да се „вкарва“ и „изкарва“ от белите дробове, за да се осъществи газообменният процес. При спонтанното дишане отрицателно налягане се създава в плевралната кухина посредством работата на дихателните мускули: диафрагмата и междуребрените мускули разширяват размера на кухината на гръдния кош; полученият градиент между атмосферното налягане и налягането вътре в гръдния кош генерира въздушен поток. В железните бели дробове с помощта на помпа механично се създава вакуум вътре в резервоара, позволяващ повдигане и разширение на гръдния кош. Това отрицателно налягане и разширяване на гръдния кош води до засмукване на атмосферен въздух.

### Съвременни железни дробове
Днес механични респиратори с отрицателно налягане са все още в употреба, преди всичко за болни от полиомиелит (детски паралич) в някои болници в Англия (например Сейнт Томас край Уестминстър в Лондон) и Джон Радклиф в Оксфорд. В употреба са по-малки устройства за създаване на отрицателно налягане само около гръдния кош на пациента. Основната употреба е при пациенти с нервномускулни смущения, които все още имат някаква остатъчна мускулната функция. Тези камери обаче предразполагат към охлузвания, претърквания и прегряване, с последващо увреждане на кожата; т.е. устройството не се препоръчва в дългосрочен план. През последните години това устройство е възродено с използване на модерни леки поликарбонатни черупки с по няколко силиконови меки уплътнители и пулсационна помпа с висока компресия.

### Респиратори с положително налягане
Дизайнът на тези машини с положително налягане се дължи на техническите постижения на военните инженери по време на Втората световна война, разработили успешно снабдяване с кислород на пилотите изтребители, летящи на висока надморска височина. Популярността на респираторите с положително налягане нараства по време на епидемиите от полиомиелит в 1950-те в Скандинавия и Съединените щати. Това полага началото на модерната респираторна терапия. Положително налягане чрез ръчно напомпване на белите дробове с 50% кислород през тръба, прекарана в трахеостомия, довело до намалена смъртност сред пациентите с полиомиелит и респираторна парализа. Поради огромните човешки ресурси, необходими за такава ръчна намеса, се конструират машини за механично подаване на положително налягане през уплътнена ендотрахиална система. Механичните апарати с положително налягане стават много по-популярни от железните дробове.

## Съвременни респиратори
Най-разпространените стандартни респиратори днес са на принципа на положително подаване на налягане. Те са много по-компактни от събратята им от 50-те години на 20 век. Разработката им става възможна също така благодарение на изобретяването на по-безопасни и надеждни гъвкави ендотрахиални тръби с разнообразни размери, снабдени с достатъчно голям мек силиконов маншет-балон (под ниско налягане) за уплътняване на трахеята. Така уплътнена, трахеята осигурява еднопосочно подаване на кислород; не позволява обратно изтичане на подаденото въздушно налягане. Микропроцесорната техника способства конструирането на високонадеждни компактни устройства за подаване на компресиран въздух под невисоко налягане и при добре контролиран минутен обем. Респираторите с положително налягане работят чрез пулсационно подаване на обем въздух под налягане следван от пад в налягането. Падът на налягането във въздушните пътища заедно с еластичния откат на стените на гръдния кош и на белите дробове изтласкват приливния обем в пасивна експирация (пасивно издишане) на въглеродния диоксид и остатъчната неупотребена газова смес.

## Предписание за командно дишане
Командното дишане се предназначава на пациенти с отсъстваща или недостатъчна за поддържане на живота спонтанна респирация. То се посочва и като профилактика при непосредствен колапс на други физиологични функции, компрометирани от (или предизвикващи) неефективен газов обмен в белите дробове (например сепсис). Тъй като механичната респирация служи само за предоставяне на временна дихателна помощ и не е постоянно лечение, намесата има смисъл, само ако състоянието на пациента е транзиетно, т.е. може да се очаква рязко или съществено да се подобри с течение на времето. Общите медицински показания за употреба на КД включват:
- остра белодробна недостатъчност
- други физически признаци на дихателна недостатъчност:
  - цианоза (посиняване)
  - диспнея – увеличена и неефективна работа на дихателните мускули (видимо мъчение/борба за глътка въздух)
  - загуба на съзнание
- апнея (недишане)
- поддържане на тахипнея (>40 вдишвания в минута)
- нарушен ритъм: редуване на бързи и бавни сегменти, дълбоко или повърхностно вдишване, паузи, явно неравни интервали между вдишвания, съпроводени от други симптоми
- остра сърдечна недостатъчност
- шок или сепсис
- мозъчен инсулт
  - повреда на понса или медулата
  - респираторна депресия
  - поддържано акутно увеличено интракраниално налягане
- кръвоизлив в мозъка
- изострена хронична белодробна болест (астма, емфизема, хроничен бронхит)
- интоксикация
- парализа на диафрагмата
- Миастения гравис
- Синдром на Гийом-Баре
- Мускулна дистрофия
- Амиотрофна латерална склероза
- травма, предизвикваща наранявания на гръбначния мозък или стените на гръдния кош или на диафрагмата
- Медикаменти
  - упойващи вещества
  - мускулоотпускащи вещества (мускулни релаксанти)
  - наркотици потискащи дихателните функции
  - нервнопаралитични (напр. кураре)
- Според газовия анализ на артериална кръв при:
  - остра дихателна ацидоза с парциално налягане на въглеродния диоксид (pCO2) > 50 mmHg и киселинност на кръвта pH < 7,25,
  - остра метаболитна ацидоза (от захарен диабет)
  - хипоксемия и артериално парциално налягане на кислорода (PaO2) < 55 mmHg

## Други помощни устройства
Съвместно с разработването на стандартните респиратори за интензивна терапия се усъвършенстват портативните апарати за домашна терапия и системи за огментиране на дихателните функции. При пациенти с нарушена дихателна дейност понякога се налага временно подаване на положително въздушно налягане за компенсация на анатомични или физиологични обструкции на дихателните пътища. Това не е командно дишане и то разчита на компетентни респираторни центрове в понса и медулата. Пациенти с нарушения на дихателните центрове, централна апнея или тези с апнея по време на сън поради затлъстяване или анатомични дадености, често се поставят на спомагателна терапия с програмиран субститутен ритъм за през нощта; тази терапия се осигурява от малки апарати, неизискващи интрузия в естествените дихателни пътища (интубация).